# Simon Helberg
Simon Maxwell Helberg (Los Ángeles, California; 9 de diciembre de 1980) es un actor, pianista y humorista estadounidense. Helberg es conocido por su participación en la serie cómica de sketches MADtv,  la serie de NBC Joey y principalmente por su papel de Howard Wolowitz en la comedia The Big Bang Theory.

## Biografía

### Inicios
Es hijo del actor Sandy Helberg y de Harriet Birnbaum. Asistió a la facultad Tisch School of the Arts de la Universidad de Nueva York.

### Carrera
Helberg se inició oficialmente al elenco de MADtv en 2002 para la octava temporada, aunque al final de la misma, su contrato no fue renovado. Ese mismo año apareció en la película National Lampoon's Van Wilder como Vernon, uno de los estudiantes de la fiesta de Van Wilder. 
En 2003 apareció en Old School como Jerry, el integrante de una fraternidad. En 2004, actuó en dos episodios de Reno 911! y apareció en la película A Cinderella Story protagonizada por Hilary Duff y Chad Michael Murray en un papel menor. También apareció en el tercer capítulo de la primera temporada de Joey. También desempeñó un pequeño papel en la película Walk Hard: The Dewey Cox Story.
En 2005 actuó en Arrested Development como Jeff y volvió a aparecer de nuevo en Joey, repitiendo el papel de Seth. De 2006 a 2007, hizo un pequeño papel para el drama Studio 60 on the Sunset Strip interpretando a Alex Dwyer. En 2006, Helberg apareció en una serie cómica de comerciales de televisión para la compañía de servicios financieros del Reino Unido de Richard Branson. También tuvo una pequeña aparición en la película Evan Almighty, secuela de Bruce Almighty, protagonizada por Steve Carrell.
A partir de 2007, Helberg desempeña su papel más conocido, interpretando a Howard Wolowitz, un ingeniero aeroespacial en la serie de comedia The Big Bang Theory. También apareció en la comedia musical de Joss Whedon Dr. Horrible's Sing-Along Blog junto a Neil Patrick Harris, y tuvo un pequeño papel en el piloto de la comedia de Judd Apatow Undeclared.
En 2009, actúa como el joven rabino Scott Ginzer en la película de los hermanos Coen A Serious Man. A partir del 2010, empezó a trabajar como actor de voz en las series Kick Buttowski: Suburban Daredevil de Disney XD como el personaje Reynaldo y Kung Fu Panda: Legends of Awesomeness, como Bian Zao.
Ya en 2014, decidió dirigir una película junto a Jocelyn Towne, quien había dirigido la última en la que había participado como actor en 2013 I am I. Titulada We'll Never Have Paris, Simon trabajó también como actor en la misma, interpretando el papel de Quinn.
En 2016 interpreta al pianista que acompaña a la peor cantante de ópera de la historia en la película Florence Foster Jenkins junto a Meryl Streep y Hugh Grant.

## Vida personal
Helberg se casó con la actriz Jocelyn Towne el 15 de julio de 2007. Helberg y Towne tienen una hija, Adeline, nacida el 8 de mayo de 2012, y un hijo, Wilder Towne Helberg, nacido el 23 de abril de 2014.
Es cinturón negro en Karate Shotokan, título que adquirió a la temprana edad de diez años

## Filmografía

### Cine
| Año  | Película                           | Papel                   | Director          |
| ---- | ---------------------------------- | ----------------------- | ----------------- |
| 2023 | As They Made Us                    | Nathan                  | Mayim Bialik      |
| 2023 | Space Oddity                       | Dimitri                 | Kira Sedwick      |
| 2021 | Annette                            | The Accompanist         | Leos Carax        |
| 2016 | Florence Foster Jenkins            | Cosmé McMoon            | Stephen Frears    |
| 2014 | We'll Never Have Paris             | Quinn                   | Jocelyn Towne     |
| 2013 | I Am I                             | Seth                    | Jocelyn Towne     |
| 2011 | Let Go                             | Frank                   | Brian Jett        |
| 2011 | The Selling                        | Esposo joven            | Emily Lou         |
| 2009 | Un tipo serio                      | Rabbi Scott             | Hermanos Coen     |
| 2007 | Walk Hard: The Dewey Cox Story     | Dreidel L'Chaim         | Jake Kasdan       |
| 2007 | Mama's Boy                         | Rathkon                 | Tim Hamilton      |
| 2007 | Sigo como Dios                     | Staffer                 | Tom Shadyac       |
| 2007 | Careless                           | Stewart                 | Peter Spears      |
| 2006 | Nominados                          | Agente Junior           | Christopher Guest |
| 2006 | The TV Set                         | TJ Goldman              | Jake Kasdan       |
| 2006 | Superfrikis                        | Al                      | Scott Lew         |
| 2005 | Buenas noches, y buena suerte      | CBS Page                | George Clooney    |
| 2004 | La Nueva Cenicienta                | Terry Anderson          | Mark Rosman       |
| 2003 | Aquellas juergas universitarias    | Jerry                   | Todd Phillips     |
| 2002 | Van Wilder: Animal Party           | Vernon                  | Walt Becker       |
| 1999 | Mumford, algo va a cambiar tu vida | Compañero de habitación | Lawrence Kasdan   |

### Televisión
| Año         | Título                                      | Papel                                          | Director                    | Episodios                                                         |
| ----------- | ------------------------------------------- | ---------------------------------------------- | --------------------------- | ----------------------------------------------------------------- |
| 2023        | Poker Face                                  | Agente del FBI, Luca Clark                     | Ben Sinclair                | 2 episodios                                                       |
| 2021        | Dug Days                                    | Ardilla (voz)                                  | Bob Peterson                | 1 episodio                                                        |
| 2021        | Young Sheldon                               | Howard Wolowitz (voz)                          | Jaffar Mahmood              | Episodio: "An Introduction to Engineering and a Glob of Hair Gel" |
| 2011 - 2014 | Kung Fu Panda: Legends of Awesomeness       | Bian Zao (voz)                                 | Michael Mullen*             | 7 episodios                                                       |
| 2007 - 2019 | The Big Bang Theory                         | Howard Wolowitz                                | Mark Cendrowski*            | 283 episodios                                                     |
| 2013        | Drunk History                               | Frank M. Robinson                              | Jeremy Konner Derek Waters  | 1 episodio                                                        |
| 2010 - 2011 | Kick Buttowski: Suburban Daredevil          | Ronaldo                                        | Chris Savino*               | 2 episodios                                                       |
| 2010 - 2011 | The Guild                                   | Kevinator                                      | Sean Becker*                | 1 episodio                                                        |
| 2010 - 2011 | The Late Late Show with Craig Ferguson      | Howard Wolowitz, Oficial del espacio, el mismo | Brian McAloon*              | 8 episodios                                                       |
| 2008        | Dr. Horrible's Sing-Along Blog              | Moist                                          | Joss Whedon                 | 3 episodios                                                       |
| 2007        | The Minor Accomplishments of Jackie Woodman | Matt Menard                                    | Adam Kassen*                | 1 episodio                                                        |
| 2007        | Reporters                                   | Tirador                                        | Justin Roiland*             | 1 episodio                                                        |
| 2007        | Derek and Simon: The Show                   | Simon                                          | Bob Odenkirk                | 14 episodios                                                      |
| 2006 - 2007 | Studio 60                                   | Alex Dwyer                                     | Timothy Busfield*           | 14 episodios                                                      |
| 2004 - 2006 | Joey                                        | Seth                                           | Kevin Bright*               | 4 episodios                                                       |
| 2006        | The Jake Effect                             | Bill Skidelsky                                 | Marc Buckland*              | 1 episodio                                                        |
| 2005        | Arrested Development                        | Jeff                                           | Mitchell Hurwitz*           | 1 episodio                                                        |
| 2005        | Life on a Stick                             | Vinnie, Stan                                   | Andrew D. Weyman*           | 2 episodios                                                       |
| 2005        | Unscripted                                  | Asistente de casting, Simon                    | George Clooney Grant Heslov | 2 episodios                                                       |
| 2004        | Reno 911!                                   | Conductor en prácticas                         | Michael Patrick Jann*       | 2 episodios                                                       |
| 2004        | Quintillizos                                | Neil                                           | Andy Cadiff*                | 2 episodios                                                       |
| 2003        | Como la vida misma                          | Arthur                                         | Ted Wass*                   | 1 episodio                                                        |
| 2003        | Tracey Ullman in the Trailer Tales          | Adam                                           | Tracey Ullman               | Película de TV                                                    |
| 2003        | The O'Keefes                                | Mumps                                          | Bryan Gordon*               | 1 episodio                                                        |
| 2002 - 2003 | MADtv                                       | Varios                                         | Bruce Leddy*                | 5 episodios                                                       |
| 2002        | The Funkhousers                             | Frank Oz                                       | Donnie Funkhouser           | Película de TV                                                    |
| 2002        | Sabrina, cosas de brujas                    | Portavoz                                       | Gary Halvorson*             | 1 episodio                                                        |
| 2001        | Undeclared                                  | Jack                                           | Greg Mottola*               | 1 episodio                                                        |
| 2001        | Son of the beach                            | Billy                                          | Scott McAboy*               | 1 episodio                                                        |
| 2001        | Ruling Class                                | Fred Foster                                    | John Fortenberry            | Película de TV                                                    |
| 2001        | El gafe                                     | Andy Tinker                                    | Barnet Kellman*             | 1 episodio                                                        |
| 2001        | Popular                                     | Gus Latrine                                    | Jamie Babbit*               | 1 episodio                                                        |

[*] Al haber un gran número de directores, se indica únicamente el que más episodios ha dirigido.

## Cortometrajes
| Año  | Título                               | Papel | Director     |
| ---- | ------------------------------------ | ----- | ------------ |
| 2006 | Derek & Simon: A Bee and a Cigarette | Simon | Bob Odenkirk |
| 2006 | The Pity Card                        | Simon | Bob Odenkirk |